# Selecció femenina de futbol del Japó
La selecció femenina de futbol del Japó representa al Japó a les competicions internacionals de futbol femení. És una de les quatre seleccions campiones del Mundial, que va guanyar en 2011, juntament amb els Estats Units, Alemanya i Noruega. També ha estat subcampiona olímpica a Londres 2012, i en 2014 va guanyar la seva primera Copa d'Asia.

## Històric
¹ Fase de grups. Selecció eliminada pitjor posicionada en cas de classificació, o selecció classifica pitjor posicionada en cas d'eliminació.
| JOCS OLÍMPICS | JOCS OLÍMPICS      | JOCS OLÍMPICS | JOCS OLÍMPICS    | JOCS OLÍMPICS    | JOCS OLÍMPICS   | JOCS OLÍMPICS | JOCS OLÍMPICS  | JOCS OLÍMPICS | JOCS OLÍMPICS |
| Edició        | Classificació      | Classificació | Fase final       | Fase final       | Fase final      | Fase final    | Fase final     |               |               |
| Edició        | Fase regular       | Play-offs     | Setzens de final | Vuitens de final | Quarts de final | Semifinals    | Final / Bronze |               |               |
| ------------- | ------------------ | ------------- | ---------------- | ---------------- | --------------- | ------------- | -------------- | ------------- | ------------- |
| 1996          | Mundial 1995       |               |                  |                  | Brasil          |               |                |               |               |
| 2000          | Mundial 1999       |               |                  |                  |                 |               |                |               |               |
| 2004          | Tailàndia ¹        | Corea Nord    |                  |                  | Estats Units    |               |                |               |               |
| 2008          | Corea Sud ¹        |               |                  | Nova Zelanda ¹   | Xina            | Estats Units  | Alemanya       |               |               |
| 2012          | Austràlia ¹        |               |                  | Sud-àfrica ¹     | Brasil          | França        | Estats Units   |               |               |
| 2016          | Xina ¹             |               |                  |                  |                 |               |                |               |               |
| MUNDIAL       |                    |               |                  |                  |                 |               |                |               |               |
| Edició        | Classificació      | Classificació | Fase final       | Fase final       | Fase final      | Fase final    | Fase final     |               |               |
| Edició        | Fase regular       | Play-offs     | Setzens de final | Vuitens de final | Quarts de final | Semifinals    | Final / Bronze |               |               |
| 1991          | Copa Asiàtica 1991 |               |                  | Suècia ¹         |                 |               |                |               |               |
| 1995          | Jocs Asiàtics 1994 |               |                  | Brasil ¹         | Estats Units    |               |                |               |               |
| 1999          | Copa Asiàtica 1997 |               |                  | Rússia ¹         |                 |               |                |               |               |
| 2003          | Copa Asiàtica 2003 |               |                  | Canadà ¹         |                 |               |                |               |               |
| 2007          | Copa Asiàtica 2006 |               |                  | Anglaterra ¹     |                 |               |                |               |               |
| 2011          | Copa Asiàtica 2010 |               |                  | Mèxic ¹          | Alemanya        | Suècia        | Estats Units   |               |               |
| 2015          | Copa Asiàtica 2014 |               | Equador ¹        | Països Baixos    | Austràlia       | Anglaterra    | Estats Units   |               |               |
| COPA ASIÀTICA |                    |               |                  |                  |                 |               |                |               |               |
| Edició        | Classificació      | Classificació | Fase final       | Fase final       | Fase final      | Fase final    | Fase final     |               |               |
| Edició        | Fase regular       | Play-offs     | Setzens de final | Vuitens de final | Quarts de final | Semifinals    | Final / Bronze |               |               |
| 1975          |                    |               |                  |                  |                 |               |                |               |               |
| 1977          |                    |               |                  |                  | Indonèsia ¹     |               |                |               |               |
| 1979          |                    |               |                  |                  |                 |               |                |               |               |
| 1981          |                    |               |                  |                  | Tailàndia ¹     |               |                |               |               |
| 1983          |                    |               |                  |                  |                 |               |                |               |               |
| 1986          |                    |               |                  |                  | Malàisia ¹      | Tailàndia     | Xina           |               |               |
| 1989          |                    |               |                  |                  | Indonèsia ¹     | Xina Taipei   | Hong Kong      |               |               |
| 1991          |                    |               |                  |                  | Hong Kong ¹     | Xina Taipei   | Xina           |               |               |
| 1993          |                    |               |                  |                  | Hong Kong ¹     | Xina          | Xina Taipei    |               |               |
| 1995          |                    |               |                  |                  | Uzbekistan ¹    | Xina Taipei   | Xina           |               |               |
| 1997          |                    |               |                  |                  | Índia ¹         | Corea Nord    | Xina Taipei    |               |               |
| 1999          |                    |               |                  |                  | Uzbekistan ¹    | Xina Taipei   | Corea Nord     |               |               |
| 2001          |                    |               |                  |                  | Vietnam ¹       | Corea Sud     | Corea Nord     |               |               |
| 2003          |                    |               |                  |                  | Myanmar ¹       | Corea Nord    | Corea Sud      |               |               |
| 2006          |                    |               |                  |                  | Vietnam ¹       | Austràlia     | Corea Nord     |               |               |
| 2008          |                    |               |                  |                  | Corea Sud ¹     | Xina          | Austràlia      |               |               |
| 2010          |                    |               |                  |                  | Tailàndia ¹     | Austràlia     | Xina           |               |               |
| 2014          |                    |               |                  |                  | Vietnam ¹       | Xina          | Austràlia      |               |               |